# The Astrophysical Journal
The Astrophysical Journal är en vetenskaplig tidskrift som ägs av American Astronomical Society.
Tidskriften började utges 1895 av George Ellery Hale och James Edward Keeler. Vid sin sida hade de en redaktion bestående av forskare från flera länder: Marie Alfred Cornu i Paris, Nils Christoffer Dunér i Upsala, William Huggins i London, Pietro Tacchini i Rom, Hermann Carl Vogel i Potsdam, Charles S. Hastings vid Yale University, Albert A. Michelson i Chicago, Edward C. Pickering vid Harvard, Henry Augustus Rowland vid Johns Hopkins och Charles Augustus Young vid Princeton. Utgivningen av den tryckta upplagan upphörde 2015. Sedan dess finns den endast i elektronisk form.

## Redaktörer
- George Hale (1895–1902)
- Edwin Brant Frost (1902–1932)
- Edwin Hubble (1932–1952)
- Subrahmanyan Chandrasekhar (1952–1971)
- Helmut A. Abt (1971–1999)
- Robert Kennicutt (1999–2006)
- Ethan Vishniac (2006–)